# 清原光学
株式会社清原光学（きよはらこうがく）は、東京都板橋区に本社を置く干渉機やレンズなどの光学機器製造会社。
関連会社には、コプティック星座館を直営しキヨハラソフトの販売元でもあった株式会社コプティックや、キヨハラソフトを製造していた清原光学研究所がある。
2015年7月に、株式会社エスケーエレクトロニクスの子会社となった。

## 概要
- 企業名 - 株式会社清原光学
- 沿革 - 1949年設立
- 代表者 - 代表取締役社長　前野隆一
- 本社所在地 - 東京都板橋区舟渡3-28-10

## カメラ製品一覧

### キヨハラソフト
ヴェスト・ポケット・コダックのレンズを流用した「ベス単フード外し」という手法で得られる軟焦点レンズを簡単に使用できるよう市販化されたもの。ベス単が次第に減って入手が困難になりつつあることについて桜井栄一がカメラレビュー編集長の河原茂艸に「どこかでこんなレンズを作ってくれるところはないかなあ」と話していたところ、清原光学の社長が製作を申し出てプロジェクトが発足した。桜井の指導の下で綿密に光学ガラス調査から行なって清原が製作した試作品が桜井に提供され、ベス単フード外しの季刊写真誌『光大』1986年4月号に「VR70R試作完成」という見出しで発表された。関連企業の清原光学研究所が製造し、コプティックが販売していた。
以下は24×36mm（ライカ）判用。
- VK50R（1987年発売） - 50mmF4.5。1群2枚+保護ガラス1枚。最短撮影距離0.5m。アタッチメントはφ40.5mmねじ込み。VK70Rでは風景写真を撮影するには少し望遠過ぎるということで追加された製品。レンズカーブの修正だけでは球面収差の関係で広角化できず、レンズ設計では日本の第一人者と言われる人に設計を依頼した[2]。秋谷方の印象では素朴なVK70Rに対し洗練された描写をするという[2]。マウント固定式でペンタックスK、オリンパスOM、キヤノンFD、キヤノンEOS、ニコンF、ミノルタMD、ミノルタ/ソニーα、コンタックスRTS、M42、コニカ、ライカR、リコーがあった[4]。ただしEOSマウントやαマウントの製品もオートフォーカスはできない。
- VK70R（1986年発売） - 70mmF5。1群2枚。最短撮影距離0.6m。アタッチメントはφ49mmねじ込み。オリジナルの構成をできるだけそのまま踏襲したが、一部製造できない硝材については似た特性の硝材に変更されている。当初はマウント交換式でペンタックスK、オリンパスOM、キヤノンFD、ニコンF、ミノルタMD、ミノルタ/ソニーα、コンタックスRTSがあった[3]。後にマウント固定式となり、ペンタックスK、オリンパスOM、キヤノンFD、キヤノンEOS、ニコンF、ミノルタMD、ミノルタ/ソニーα、コンタックスRTS、M42、コニカ、ライカR、リコーがあった[4]。ただしEOSマウントやαマウントの製品もオートフォーカスはできない。

以下は中判用。
- VK105L - 105mmF4。1群2枚。最短撮影距離約1m。アタッチメントはφ58mmねじ込み。ペンタックス6×7マウント、マミヤ645マウントがあった[5]。
- VK70R645 - 70mmF5。1群2枚。最短撮影距離0.5m。アタッチメントはφ58mmねじ込み。ペンタックス645マウント[5]。

## 望遠鏡製品一覧
1986年頃に清原光学研究所が製造販売していた。
- 15cmニュートン式望遠鏡 - ニュートン式望遠鏡。有効径150mm、焦点距離1,300mm。
- 15cmカスグラン式望遠鏡 - カセグレン式望遠鏡。有効径150mm、焦点距離1,800mm。
- 30cmカスグラン式望遠鏡 - カセグレン式望遠鏡。有効径300mm、焦点距離2,400mm。焦点距離は1,800-3,000mmでも注文できた。経緯台式。2軸ともモーターによる追尾式で、ステッピングモーターやロータリエンコーダーの装着も特注できた。